# Jevgenij Zamjatin
Jevgenij Ivanovič Zamjatin (rusky Евгений Иванович Замятин, 20. lednajul./ 1. února 1884greg., Lebeďaň (Tambovská gubernie) – 10. března 1937, Paříž) byl ruský spisovatel.

## Život
Narodil se v Lebedani v nepříliš bohaté šlechtické rodině, otec byl pravoslavný kněz a matka pianistka. V dětství ho ovlivnilo rodinné prostředí. Dalším významným vlivem bylo prostředí rodné Lebeďaně, o které psali i Ivan Sergejevič Turgeněv (Lovcovy zápisky), Lev Nikolajevič Tolstoj nebo Ivan Alexejevič Bunin. V roce 1896 nastoupil na gymnázium ve Voroněži, které absolvoval se zlatou medailí. (Tuto medaili později zastavil v Petrohradu za 25 rublů). V roce 1902 odešel studovat lodní inženýrství na techniku v Petrohradu. V rámci letní praxe hodně cestoval. Navštívil mimo jiné Konstantinopol, Smyrnu, Bejrút, Port Said, Jaffu, Alexandrii a Jeruzalém. V roce 1905 byl v Oděse svědkem povstání na křižníku Potěmkin, což se odráží v jeho povídce Tři dny (Три дня, 1913). Po návratu do Petrohradu vstoupil do Bolševické strany a účastnil se revolučních událostí roku 1905. Po neúspěšné revoluci v prosinci 1905 byl zatčen za bolševickou agitaci a vězněn (ve vězení se věnoval studiu angličtiny a psal básně). Na jaře 1906 byl propuštěn a posléze vypovězen do Lebedaně, ilegálně se ale vrátil zpět do Petrohradu a pokračoval ve studiu (v letech 1906–1911 žije v ilegalitě).
V roce 1908 ukončil studium polytechniky a stal se lodním inženýrem. Zůstal na škole a přednášel předmět stavba lodí. V březnu 1916 byl vyslán do Velké Británie, aby tam stavěl ledoborce pro Rusko. Pracoval v loděnicích v Glasgow, Newcastle upon Tyne a Sunderland, byl hlavním konstruktérem ledoborce Svatý Alexandr Něvský (po revoluci přejmenován na Lenin).
Po vydání knihy My v zahraničí (anglicky 1925) byl autor doma perzekvován. V roce 1931 požádal v dopisu Stalinovi o povolení vystěhovat se, v roce 1932 mu to bylo za pomoci Maxima Gorkého umožněno. Odešel do Paříže. Cestou přes Rigu a Berlín se zastavil v Praze, kde měl v prosinci 1931 dvě přednášky v Umělecké besedě .
Jevgenij Zamjatin zemřel v chudobě na infarkt v roce 1937. Na jeho pohřbu byla přítomna pouze malá skupina přátel. Jedním z truchlících byl však jeho ruský vydavatel Mark Lvovič Slonim, který se po jejich příchodu na Západ se Zamjatinem spřátelil. Hrob Jevgenije Zamjatina najdete v Cimetière de Thiais na stejnojmenném pařížském předměstí.

## Vědeckofantastická literatura
Zamjatinovo dílo My bylo často považováno za politickou satiru zaměřenou na policejní stát Sovětského svazu, avšak tohle dílo má mnohem větší rozsah. Může být chápáno jako (1) polemika proti optimistickému vědeckému socialismu H. G. Wellse, jehož díla Zamjatin v minulosti publikoval. Heroické verše (ruských) proletářských básníku (2) můžou být vykládány jako příklad expresionistické teorie a (3) jako ilustrace archetypových teorií Carla Junga aplikovaných v literatuře.
George Orwell byl přesvědčen, že Konec civilizace (1932) od britského spisovatele Aldouse Huxleyho musí být alespoň částečně odvozen ze Zamjatinovho My. V roce 1962 ale v osobní korespondenci s Christopherem Collinsem Huxley zmínil, že Konec civilizace napsal jako reakci na utopická díla H. G. Wellse dlouho před tím, než o My vůbec slyšel. Kurt Vonnegut řekl, že „při psaní Mechanického piana vesele vykradl zápletku Konce civilizace, jehož zápletka byla vesele vykradena ze Zamjatinova My“.
My přímo inspirovalo následující díla:
- Konec civilizace (1932), Aldous Huxley
- Chvalozpěv (1938), Ayn Randová
- 1984 (1949), George Orwell
- Mechanické piano (1952), Kurt Vonnegut

- Vyděděnec (1974), Ursula K. Le Guinová

V roce 1994 obdržel román My cenu Prometheus od Libertarian Futurist Society v kategorii „Síň slávy“.

## My
Jeho nejvýznamnějším dílem je antiutopický román My (1921). Příběh inženýra D-503, který žije v totalitním Jednotném státě, je alegorií hrůz sovětského Ruska.
Román je přímým předobrazem známějšího díla 1984 od George Orwella, a navzdory své vysoké literární úrovni je dnes poněkud opomíjen.
Další díla ovlivněná románem My jsou:
- Aldous Huxley: Brave New World (1932), v češtině vyšlo pod názvem Konec civilizace
- Ray Bradbury: Fahrenheit 451 (1953) česky 451 stupňů Fahrenheita

Ve svých dílech Zamjatin kritizoval ruskou, britskou i sovětskou společnost.

## Dílo (výběr)

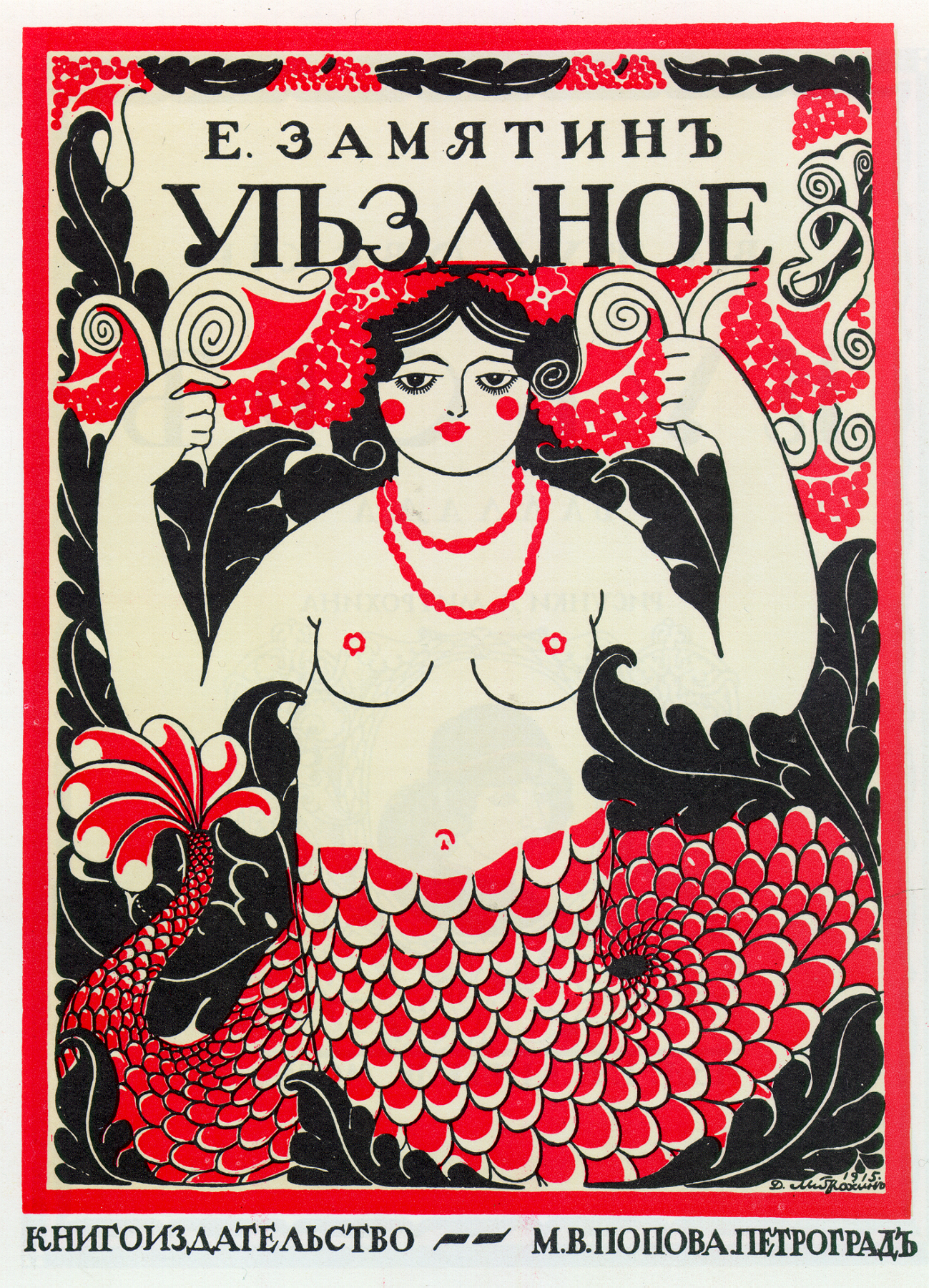
obálka knihy Maloměsto od Dmitrije Mitrochina, 1916

### Před rokem 1918
- Maloměsto (Ujezdnoje, Уездное, 1913)
- Alatyr (Алатырь, 1913)
- Staršina (1913)
- Lůno (Črevo, Чрево, 1913)
- Zapadákov (Na kuličkach, На куличках, 1914, česky 1970)

### Satirická kritika britské společnosti
- Rybář duší (Lovec čelovekov, Ловец человеков, 1918)
- Ostrované (Ostroviťaně, Островитяне, 1918)

### Po návratu do Ruska
- Balady: Afrika (Африка, 1918), Sever (Север, 1918)
- Ohně svatého Dominika (Ogni svjatogo Dominika, Огни святого Доминика, 1920)
- My (Мы, psáno 1921, vyšlo anglicky 1925, česky 1927) autorovo nejznámější dílo, antiutopický popis totalitní společnosti
- Povodeň (Navodněnije, Наводнение, 1929)

### Dramata
- Blecha (Blocha, podle Leskova, inscen. 1925, česky 1967)
- Attila (Аттила, 1928)
- Africký host (Afrikanskij gosť, psáno 1929–1930)